# Jan van Beverley
Jan van Beverley (Harpham - Beverley, 7 mei 721) was een Angelsaksische heilige, bisschop van Hexham (687 - 705), aartsbisschop van York (705 - 717) en stichtend abt van het klooster van Beverley.

## Biografie
Jan zou binnen een adellijke familie in Harpham, East Riding of Yorkshire geboren zijn.
In Canterbury kreeg Jan van Adrian van Canterbury zijn eerste opleiding. Volgens Beda in zijn Historia ecclesiastica gentis Anglorum van 731 is hij een tijdje lid geweest van de kloostergemeenschap van Whitby onder St. Hilda.
In 687 werd hij tot bisschop van Hexham gewijd en in 705 promoveerde hij tot aartsbisschop van York.
Waarschijnlijk trok Jan zich in 717 terug in het door hem gestichte klooster te Inderawuda (in het woud van Deira). Volgens de overlevering, inmiddels ondersteund door archeologisch onderzoek, lag Inderawuda op de plaats waar nu de Beverley Minster staat. In dit klooster werd Beda opgeleid en door Jan achtereenvolgens tot diaken en priester gewijd. Jan van Beverley stierf in zijn klooster op 7 mei 721.

## De Banier van Sint-Jan

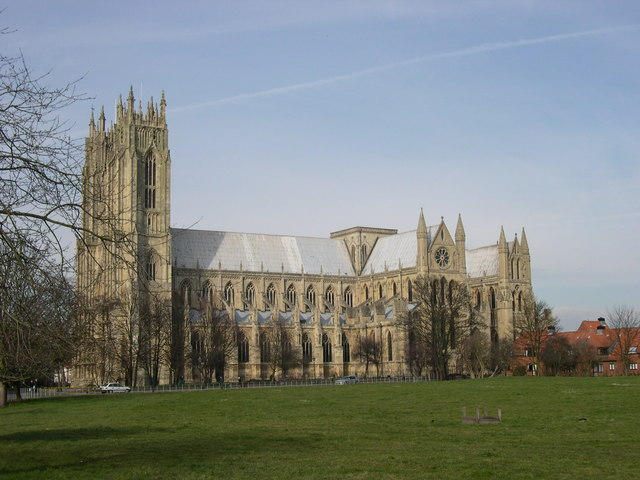
De westkant van Beverley Minster. De relikwieën van Sint-Jan worden hier bewaard onder een marmeren plaat.

Het was al bekend dat Sint-Jan een waardevolle bondgenoot kon zijn bij veldslagen. Door bij het graf van Jan voor een goede afloop te bidden had de kleinzoon van Ælfred de Grote, Æthelstan de Glorieuze in 937 al eens succes geboekt door een grote coalitie van vijanden te vernietigen bij de Slag van Brunanburh. De heilige Jan vestigde zijn reputatie als Oorlogssint definitief in 1138 toen Thurstan de banier van Sint-Jan aan de standaard, die zijn naam gaf aan de Slag van de Standaard, toe te voegen. Op weg naar het Noorden, om met de Schotten te vechten, bezocht Eduard I de Beverley Minster in 1296, 1297, en 1300 en nam ter bijstand de Standaard van Sint-Jan mee. Eduard II, Eduard III, en Hendrik IV gebruikten de Standaard ook in hun veldtochten.
In 1266 was het voor Beverley voldoende, bij een oproep voor het koninklijke leger in Yorkshire, om één man met de Standaard van Sint-Jan te sturen.

Hendrik V van Engeland gaf de eer voor zijn overwinning in de Slag bij Azincourt aan de wonderbaarlijke tussenkomst van de heilige Jan.

## Verering
Jan van Beverley werd in 1037 door Paus Benedictus IX heilig verklaard en zijn cultus kreeg in datzelfde jaar pauselijke goedkeuring.
Miraculeuze daden worden door Beda aan Sint-Jan toegeschreven. Diverse doodzieke mensen werden door Jan van de rand van het graf gered door heilig water en gebed.
Hij had talrijke aan hem toegewijde leerlingen en de populariteit van zijn cultus werd tijdens de Middeleeuwen een belangrijke factor in de voorspoed van Beverley, de stad behoorde in 1377 zelfs tot de twaalf grootste steden van Engeland.

Sint-Jan wordt zowel voor zijn geleerdheid als zijn deugdzaamheid vereerd.
Koning Eduard I van Engeland was een fan van Sint-Jan en bevorderde zijn cultus. In 1295 liet Eduard ter ere van de heilige een kapel in Beverley Minster bouwen. In 1301 gaf hij 50 mark om een reliekschrijn te bouwen en bestemde de helft van een boete, die de stad verschuldigd was, aan hetzelfde doel en droeg de resterende helft ook af.
Op 25 oktober 1307 werden de relieken van de heilige Jan overgebracht naar de nieuwe tombe.
Tijdens de Middeleeuwen was zijn naam verbonden aan de legende van een heremiet, die zwaar gezondigd had maar desalniettemin de vreugde van Gods genade mocht proeven. De tekst heeft de tand des tijds overleefd in het Nederlandse volksboek Historie van Jan van Beverley, eerste druk door Thomas van der Noot, Brussel in 1543.
Ondanks de goede diensten van Sint-Jan en zijn banier in de veldslagen van de Engelse vorsten, werd tijdens de Engelse reformatie in 1541 de schrijn op bevel van Hendrik VIII geplunderd en vernietigd, de inhoud verdween uit de statistieken. De cultus van Sint-Jan, net zoals die van andere heiligen, werd opgedoekt.
In 1664 ontdekten werklui een crypte onder de vloer van het schip van de Minster. De stenen crypte was aan de bovenkant 15' lang en 2' breed, aan de basis 1' breed. In lood verpakt vond men as, zes kralen, drie grote messing spelden en vier grote ijzeren nagels. Het lood droeg de volgde inscriptie:
In the year from the incarnation of our Lord, 1138, this church was burnt in the month of September, the night after the feast of St Matthew the Apostle and in the year 1197, the 6th of the ides of March, there was an inquisition made of the relics of the Blessed John in this place, and these bones were found in the east part of this sepulchre, and redeposited; dust mixed with mortar was found likewise and re-intered.
In het jaar van de menswording onzes Heren 1138 werd in de maand september, in de nacht na het feest van de apostel Sint-Mattheus deze kerk verbrand; en in het jaar 1197 op de zesde iden van maart werd er op deze plek een onderzoek uitgevoerd naar de relikwieën van de heilige Jan, en deze beenderen werden aan de oostkant van deze crypte gevonden en herplaatst; evenzo werd grind gemengd met mortel gevonden en teruggeplaatst. 
In 1738 werd de huidige vloer in de Minster gelegd, de relikwieën werden weer opgegraven en in dezelfde positie herplaatst met een bakstenen gewelf erboven en het geheel werd afgedekt met een marmeren plaat gelijk aan andere zerken in het schip.
Sint-Jan is inmiddels weer helemaal terug, zijn naamdag op 7 mei is in de Anglicaanse Kerk weer net als vroeger een 'red letter day'. In de Oosters-orthodoxe Kerk en de Roomse Kerk is Sint-Jan nooit weggeweest.